# Juan Jáuregui Briales
Juan Jáuregui Briales (Málaga, 1905 - ibídem, 1984) fue un arquitecto y urbanista español, autor de algunos de los principales edificios de Málaga durante la etapa de la dictadura franquista. 

## Biografía

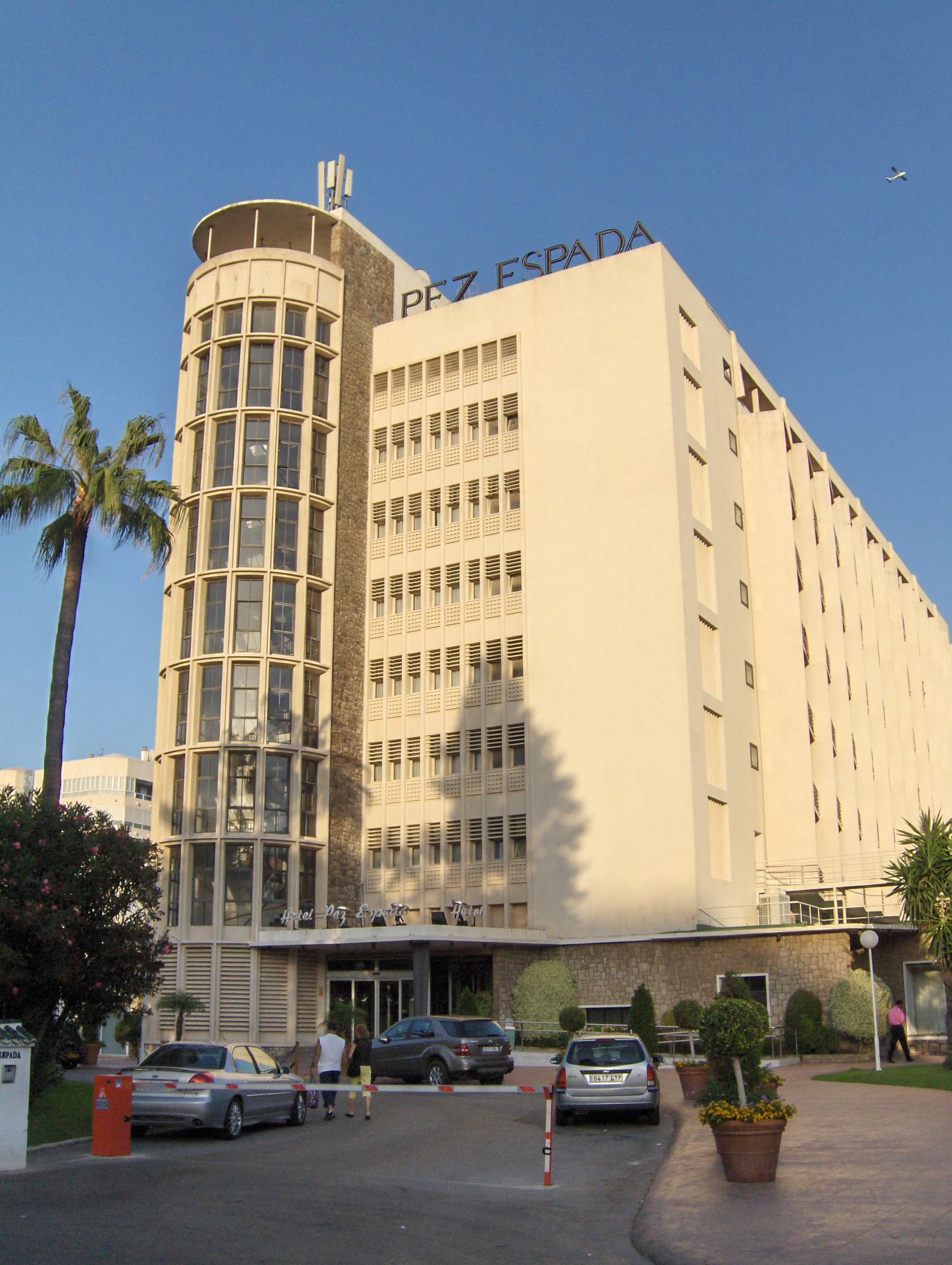
Hotel Pez Espada en Torremolinos

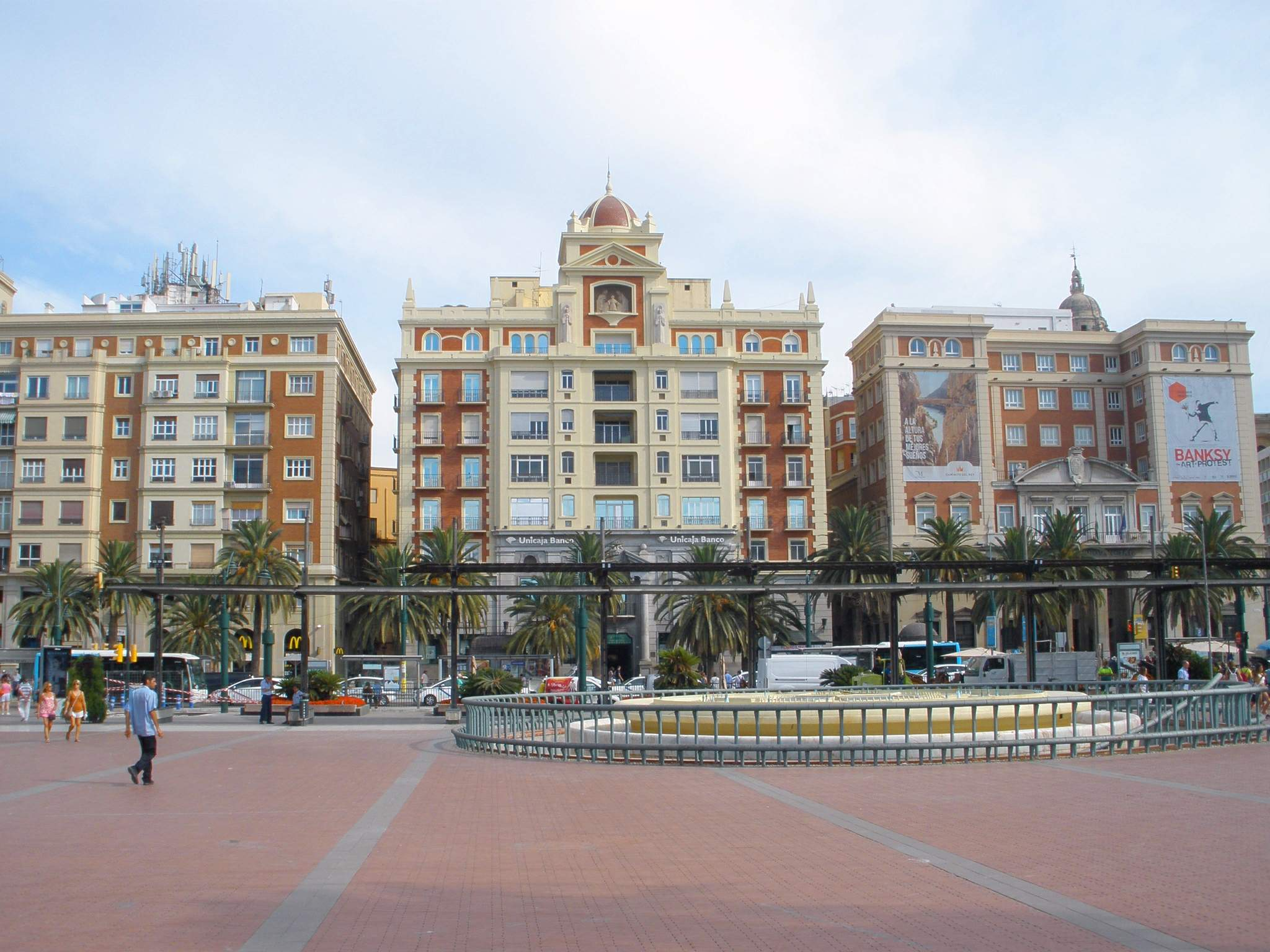
Plaza de la Marina

Licenciado en arquitectura en 1928, regresó a Málaga donde fue arquitecto provincial. Colaboró con Luis Gutiérrez Soto en la dirección de obra del antiguo Mercado de Mayoristas de Málaga (1939-1942), edificio racionalista que alberga desde 2003 el Centro de Arte Contemporáneo de Málaga (CAC Málaga), y en la dirección de la Casa de los Sindicatos (1948-1957). Redactó en 1952 el proyecto para el barrio del Carranque, que en un principio y oficialmente se denominó Barriada del Generalísimo, con Enrique Atencia Molina (arquitecto diocesano en aquel momento) y Eduardo Burgos Carrillo. Fue el responsable de la remodelación de la Plaza de la Marina y de la construcción de los tres edificios monumentales de ladrillo de la Acera Marina. Junto a Manuel Cabanyes Mata, construyó en el otro lado de la plaza el edificio de viviendas y oficinas La Equitativa (1956). 
En la primera etapa del desarrollismo, diseñó los edificios que marcaron el inicio del turismo de los años 1960 en la Costa del Sol: el Hotel Pez Espada (1959-1960) en Torremolinos, proyectado junto a Manuel Muñoz Monasterio, y el Hotel Málaga Palacio (1957-1966). 

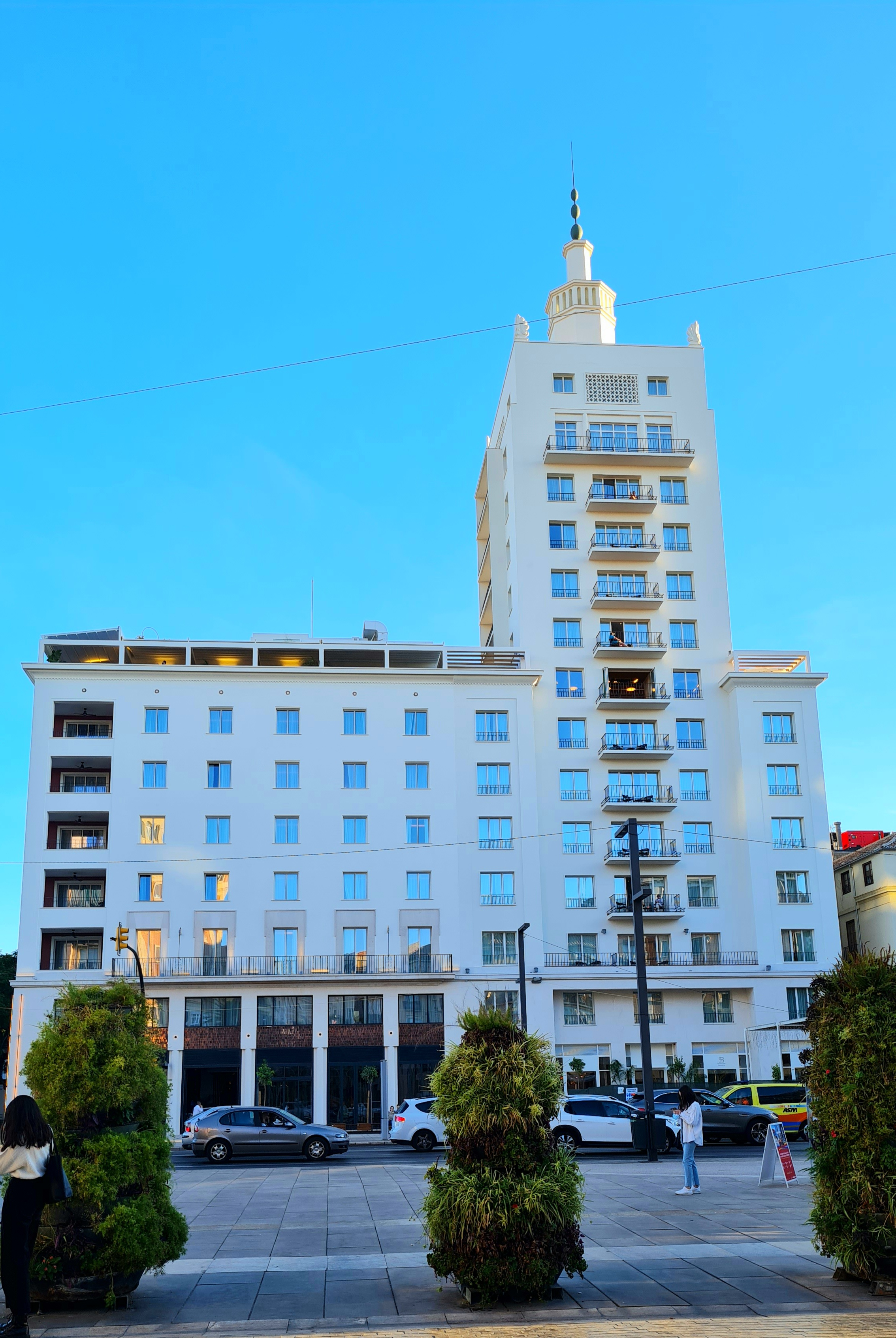
La Equitativa